# Керча, Иван-Георгий Юрьевич
Иван-Георгий Юрьевич Керча (псевдонимы: Семця Горькоуст, Таня Верховинка, Ваня Горемыка, Юр Попадюк; криптонимы: КИв, ГИК; 20 февраля 1914, Страбичево, Австро-Венгрия — 17 октября 1951, Ужгород) — писатель, культурный и общественно-политический деятель.

## Биография
Учился в народной школе с. Страбичева (1920—1924), русской реальной гимназии г. Мукачева (1924—1932), на философском факультете Карлова университета в Праге (1932—1937).
Работал ассистентом «Славянского семинара» Карлова университета (1937—1939). Придерживался русофильских взглядов, был председателем Общества карпаторусских студентов «Возрождение» (1935—1936), заместителем председателя Общества карпаторусских православных студентов «Пролом» (1936—1938), секретарем «Центрального Союза Подкарпаторусских студентов» (1937—1938), заместителем редактора журнала «Наши стремления» (1933—1935), членом правления «Русской Национально-Автономной Партии» (1935—1937).
После расчленения ЧСР Керча вернулся на родину (март 1939), работал литературным редактором газет «Русский вестник» (сентябрь 1939), «Русская правда» (сентябрь 1939—1940), «Русское слово» (1940—1944), служил в венгерской армии (март-август 1943). Был секретарем «Союза угро-русских писателей» (1940—1944), пресс-секретарем Ужгородского футбольного клуба «СК Русь» (1941—1943), редактором издательских серий: «Библиотека современных угро-русских писателей» (1940—1943, 19 кн.), «Библиотека угро-русских писателей-будителей» (1941, 1 кн.), «Угро-русская дешевая библиотека» (1941—1942, 4 кн.).
Оказывал содействие советскому партизанскому соединению А. Тканко (август-октябрь 1944). После прихода в Закарпатье войск Красной Армии, Керча принимал активное участие в установлении в крае Советской власти, был членом президиума Мукачевского городского народного комитета (октябрь-ноябрь 1944), ЦК Коммунистической партии Закарпатской Украины (ноябрь 1944-январь 1946), делегатом І-го съезда Народных Комитетов (26.11.1944), членом Народной Рады Закарпатской Украины (НРЗУ) (ноябрь 1944-январь 1946), работал редактором газеты «Закарпатская Правда» (октябрь-ноябрь 1944), уполномоченным НРЗУ по делам образования (ноябрь 1944-январь 1946), заведующим отделом народного образования (1946—1949), заместителем председателя (1949—1951) исполнительного комитета Закарпатского областного совета.
Умер 17 октября 1951 года при загадочных обстоятельствах, похоронен на кладбище Кальвария.

## Творчество
Литературное творчество Ивана-Георгия Керча относится к середине 1930-х — середине 1940-х годов. Писал стихи и прозу на русском и частично (после 1944 года) украинском языках, автор сборника стихов для детей «Монисты» (1941, 1942), произведения интимной, философской и гражданской лирики печатались на страницах периодики и коллективных сборников. Составитель коллективных сборников и альманахов: «Альманах общества К. С. Возрождение» (1936, соавт.), «12» (1940), «Живая струя» (1940), «Накануне» (1941), «Будет день» (1941), «С. К. Русь 1941—1942» (1942, соавт.), «Литературный альманах» (1943). Опубликовал ряд научно-популярных статей по истории литературы Закарпатья.
Значительная часть произведений Керча осталась в рукописях, наиболее обширно творчество писателя представлено в посмертном сборнике «Перед рассветом» (1964, сост. П. Линтур).